# Super Liga 2025-2026 (Moldavia)
La Super Liga 2025-2026 è la 35ª edizione della massima serie del campionato moldavo. La stagione è iniziata il 21 giugno 2025 e terminerà nel maggio 2026.
Il Milsami Orhei è la squadra campione in carica.

## Stagione

### Novità
Al termine della Super Liga 2023-2024, è retrocesso in Liga 1 il Florești. Dalla Liga 1 2024-2025 è stato ammesso il Saksan vincitore dei play-off. 
Successivamente alla sua ammissione in Super Liga, il Saksan ha cambiato denominazione in Politehnica UTM.

### Formato
Nella stagione regolare le 8 squadre partecipanti giocano  tre volte contro, per un totale di 21 giornate. Al termine di esse, le prime sei classificate accedono alla seconda fase del campionato, il girone scudetto che gioca partite di andata e ritorno, per un totale di 10 ulteriori giornate. I punti ottenuti nella prima fase vengono dimezzati. La squadra prima classificata nel girone scudetto è campione di Moldavia e ottiene la qualificazione per la UEFA Champions League 2026-2027, mentre seconda e terza si qualificano per la UEFA Conference League 2026-2027 e la vincente della Coppa di Moldavia si qualifica per il secondo turno di qualificazione della UEFA Europa League 2026-2027. Se la vincitrice del campionato dovesse vincere anche la coppa nazionale, la seconda classificata andrà in Europa League, mentre terza e quarta in Conference League.
Le ultime due classificate della stagione regolare giocano un girone di andata e ritorno con le prime due classificate dei due gironi della Liga 1 per un posto in Super Liga.

## Squadre partecipanti
| Club              | Stagione attuale | Città        | Stadio                 | Stagione precedente    |
| ----------------- | ---------------- | ------------ | ---------------------- | ---------------------- |
| Bălți             |                  | Bălți        | Municipale             | 5º posto in Super Liga |
| Dacia Buiucani    |                  | Chișinău     | Municipale (Nisporeni) | 1º posto in Liga 1     |
| Milsami Orhei     |                  | Orhei        | CSR Orhei              | Campione di Moldavia   |
| Petrocub Hîncești |                  | Hîncești     | Municipale             | 4º posto in Super Liga |
| Politehnica UTM   |                  | Ceadîr-Lunga | Municipale (Suruceni)  | 2º posto in Liga 1     |
| Sheriff Tiraspol  | dettagli         | Tiraspol     | Sheriff                | 2º posto in Super Liga |
| Spartanii Sportul |                  | Chișinău     | Municipale (Suruceni)  | 6º posto in Super Liga |
| Zimbru Chișinău   |                  | Chișinău     | Zimbru                 | 3º posto in Super Liga |

## Allenatori e primatisti
| Squadra           | Allenatore                                                       | Giocatore più presente (tra parentesi il numero delle presenze) | Capocannoniere (tra parentesi il numero dei gol segnati) |
| ----------------- | ---------------------------------------------------------------- | --------------------------------------------------------------- | -------------------------------------------------------- |
| Bălți             | Veaceslav Rusnac                                                 |                                                                 |                                                          |
| Dacia Buiucani    | Viorel Frunză                                                    |                                                                 |                                                          |
| Milsami Orhei     | Igor Picușceac                                                   |                                                                 |                                                          |
| Petrocub Hîncești | Shota Makharadze                                                 |                                                                 |                                                          |
| Politehnica UTM   | Ilie Pinteac (1ª-6ª prima fase) Vital' Raškevič (7ª- prima fase) |                                                                 |                                                          |
| Sheriff Tiraspol  | Victor Mikhailov                                                 |                                                                 |                                                          |
| Spartanii Sportul | Igor Ursachi                                                     |                                                                 |                                                          |
| Zimbru Chișinău   | Aleh Kubareŭ                                                     |                                                                 |                                                          |

## Prima fase

### Classifica
Aggiornata al 17 agosto 2025
|  | Pos. | Squadra           | Pt | G | V | N | P | GF | GS | DR  |
|  | ---- | ----------------- | -- | - | - | - | - | -- | -- | --- |
|  | 1.   | Sheriff Tiraspol  | 22 | 9 | 7 | 1 | 1 | 22 | 5  | +17 |
|  | 2.   | Petrocub Hîncești | 18 | 8 | 5 | 3 | 0 | 11 | 5  | +6  |
|  | 3.   | Zimbru Chișinău   | 17 | 9 | 5 | 2 | 2 | 24 | 10 | +14 |
|  | 4.   | Milsami Orhei     | 16 | 8 | 5 | 1 | 2 | 20 | 10 | +10 |
|  | 5.   | Bălți             | 13 | 9 | 3 | 4 | 2 | 11 | 9  | +2  |
|  | 6.   | Dacia Buiucani    | 10 | 9 | 3 | 1 | 5 | 13 | 15 | -2  |
|  | 7.   | Politehnica UTM   | 1  | 9 | 0 | 1 | 8 | 4  | 27 | -23 |
|  | 8.   | Spartanii Sportul | 1  | 9 | 0 | 1 | 8 | 3  | 27 | -24 |

Legenda:
      Ammesse alla seconda fase
      Ammesse alla seconda fase della Liga 1 2025-2026
Note:
Tre punti a vittoria, uno a pareggio, zero a sconfitta.

## Risultati
Aggiornati al 17 agosto 2025

### Partite (1-14)
|                   | Băl  | Dac  | Mil  | Pet  | Pol  | She  | Spa  | Zim  |
| ----------------- | ---- | ---- | ---- | ---- | ---- | ---- | ---- | ---- |
| Bălți             | –––– | 0-0  | 3-3  | 0-1  | -    | -    | -    | 1-1  |
| Dacia Buiucani    | 2-3  | –––– | 1-2  | -    | -    | 0-2  | 5-1  | 0-3  |
| Milsami Orhei     | -    | -    | –––– | -    | 4-1  | 1-2  | 3-1  | 3-0  |
| Petrocub Hîncești | 1-1  | 2-1  | -    | –––– | 2-1  | 0-0  | -    | 2-1  |
| Politehnica UTM   | 0-1  | 2-3  | 0-3  | -    | –––– | 0-4  | -    | -    |
| Sheriff Tiraspol  | 1-0  | -    | -    | -    | 3-0  | –––– | 5-1  | 2-3  |
| Spartanii Sportul | 0-2  | 0-1  | -    | 0-2  | 0-0  | 0-3  | –––– | 0-6  |
| Zimbru Chișinău   | -    | -    | 2-1  | 1-1  | 7-0  | -    | -    | –––– |

### Partite (15-21)
|                   | Băl  | Dac  | Mil  | Pet  | Pol  | She  | Spa  | Zim  |
| ----------------- | ---- | ---- | ---- | ---- | ---- | ---- | ---- | ---- |
| Bălți             | –––– | -    | -    | -    | -    | -    | -    | -    |
| Dacia Buiucani    | -    | –––– | -    | -    | -    | -    | -    | -    |
| Milsami Orhei     | -    | -    | –––– | -    | -    | -    | -    | -    |
| Petrocub Hîncești | -    | -    | -    | –––– | -    | -    | -    | -    |
| Politehnica UTM   | -    | -    | -    | -    | –––– | -    | -    | -    |
| Sheriff Tiraspol  | -    | -    | -    | -    | -    | –––– | -    | -    |
| Spartanii Sportul | -    | -    | -    | -    | -    | -    | –––– | -    |
| Zimbru Chișinău   | -    | -    | -    | -    | -    | -    | -    | –––– |

## Statistiche

### Capoliste solitarie

#### Prima fase
|    | —— | ——               | —— | —— | —— | —— | —— | —— | ——  | ——  | ——  | ——  | ——  | ——  | ——  | ——  | ——  | ——  | ——  | ——  | —— |  |
|    |    | Sheriff Tiraspol |    |    |    |    |    |    |     |     |     |     |     |     |     |     |     |     |     |     |    |  |
|    |    |                  |    |    |    |    |    |    |     |     |     |     |     |     |     |     |     |     |     |     |    |  |
|    |    |                  |    |    |    |    |    |    |     |     |     |     |     |     |     |     |     |     |     |     |    |  |
| 1ª | 2ª | 3ª               | 4ª | 5ª | 6ª | 7ª | 8ª | 9ª | 10ª | 11ª | 12ª | 13ª | 14ª | 15ª | 16ª | 17ª | 18ª | 19ª | 20ª | 21ª |    |  |

#### Seconda fase
|    | —— | —— | —— | —— | —— | —— | —— | —— | ——  | —— |  |
|    |    |    |    |    |    |    |    |    |     |    |  |
|    |    |    |    |    |    |    |    |    |     |    |  |
|    |    |    |    |    |    |    |    |    |     |    |  |
| 1ª | 2ª | 3ª | 4ª | 5ª | 6ª | 7ª | 8ª | 9ª | 10ª |    |  |

### Classifica marcatori
| Gol |  |  | Giocatore | Squadra |
| --- |  |  | --------- | ------- |